# Grenzdenkmal Elend

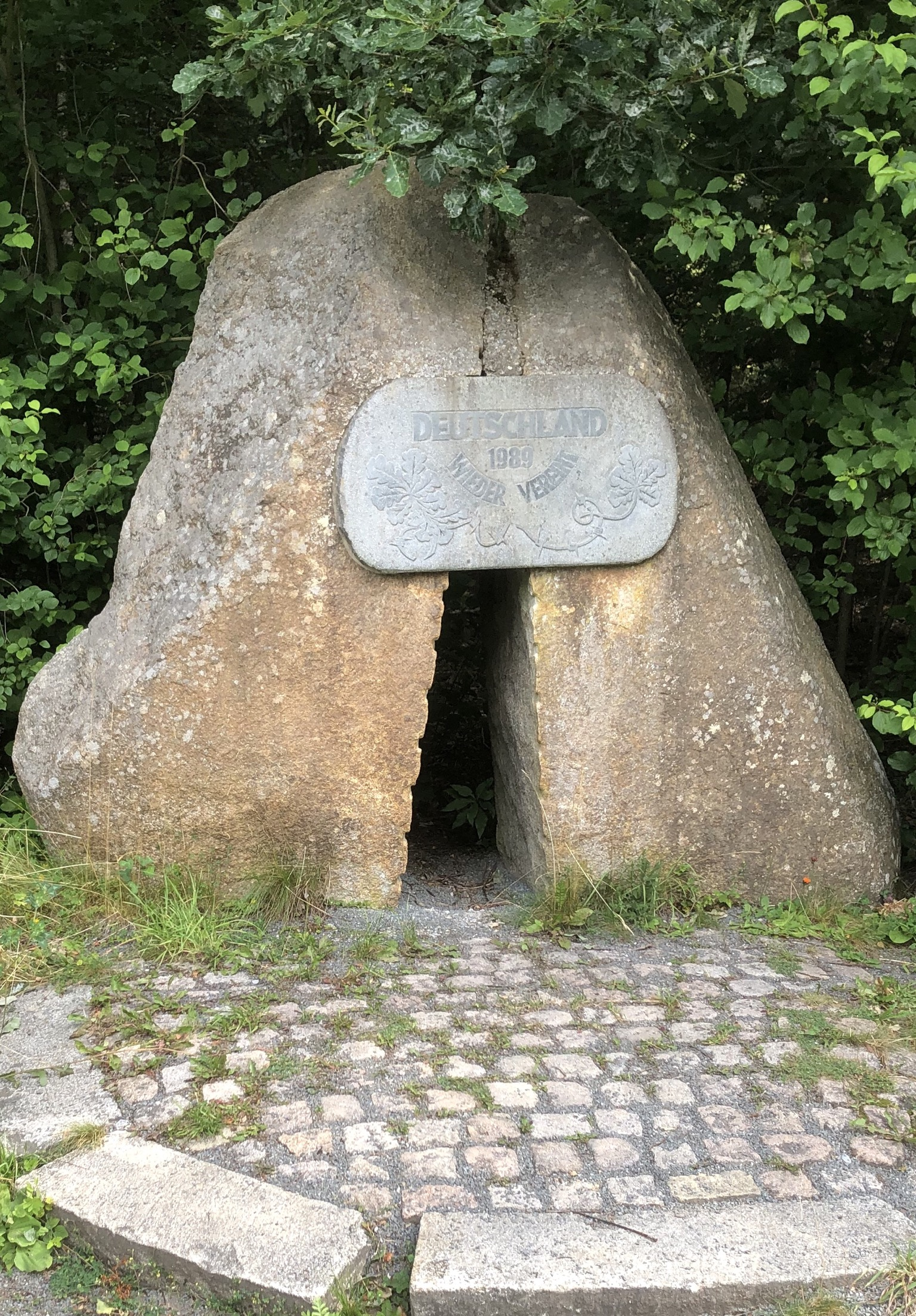
Grenzdenkmal Elend, 2020

Das Grenzdenkmal Elend, auch als Bremke-Begegnungsstätte bezeichnet, ist ein Denkmal an der ehemaligen innerdeutschen Grenze.

## Lage
Es befindet sich nördlich der heutigen Bundesstraße 27 zwischen Braunlage im Westen und Elend (Harz) im Osten. Unmittelbar westlich des Denkmals führt der sogenannte Kolonnenweg der DDR-Grenzbefestigung entlang. Die ehemalige Grenzlinie, die heute die Grenze der Bundesländer Niedersachsen und Sachsen-Anhalt darstellt, verläuft noch etwas weiter westlich. Das Denkmal selbst liegt auf der zu Oberharz am Brocken gehörenden Elender Gemarkung in Sachsen-Anhalt.

## Gestaltung
Das Denkmal besteht aus zwei schrägstehenden Hälften eines Granitfindlings, die nach oben aufeinander zulaufen und oben miteinander verbunden sind. In der oberen Hälfte befindet sich eine Tafel mit der Aufschrift:
DEUTSCHLAND

1989
Darunter befindet sich der geschwungene Schriftzug:
WIEDER VEREINT
Unterhalb des Textes sind links zehn und rechts fünf Eichenblätter abgebildet, die durch einen Stacheldraht verbunden bzw. getrennt sind. Die Eichenblätter symbolisieren zehn westdeutsche und fünf ostdeutsche Länder. Berlin als sechzehntes Bundesland bleibt in dieser Symbolik damit aufgrund seiner Sonderstellung unberücksichtigt. Die Kronen im Umfeld gepflanzter Eichen sollen im Laufe der Zeit zusammenwachsen.

## Geschichte
Nachdem am 9. November 1989 die Grenze in Berlin und an bestehenden Grenzübergangsstellen zwischen der DDR und der Bundesrepublik Deutschland geöffnet worden war, wurde auch die schnelle Schaffung weiterer Übergangsmöglichkeiten angestrebt. So auch in der näheren Umgebung von Elend und Braunlage. Am 12. November wurde um 11.55 Uhr ein Grenzübergang zwischen Ellrich und Zorge, gegen 13.00 Uhr am Jägerfleck zwischen Rothesütte und Hohegeiß sowie am Nachmittag im Eckertal zwischen Stapelburg und Bad Harzburg eingerichtet und geöffnet. Im Radio wurde die Meldung verbreitet, dass für Elend eine Grenzöffnung um 14.00 Uhr geplant sei. Es sammelte sich so eine größere Menschenmenge vor dem ersten, noch zwei Kilometer von der Grenze entfernten Grenzzaun. Die dort eingesetzten Grenzpolizisten warteten jedoch noch auf den offiziellen Befehl zur Grenzöffnung, der dann um 14.30 Uhr per Hubschrauber eintraf. Nach einer Ausweiskontrolle durften die Menschen passieren und erreichten zwischen 15.00 und 15.30 Uhr von Osten her die eigentliche Grenze.
Von Westen hatten fünf Personen, unter ihnen auch Zimmermann Helmut Windten und der Schuldirektor Peter Podei einen Zöllnersteg herangeschafft und so eine Überquerung des Grenzbachs Bremke ermöglicht.
Eine große Anzahl DDR-Bürger überquerte in den folgenden Stunden die Grenze. Zwischen der Grenze und Braunlage wurde ein Pendelverkehr mit Kleinbussen eingerichtet. Im Rathaus von Braunlage wurden 100 DM Begrüßungsgeld ausgezahlt, wobei die Bargeldbestände bald erschöpft waren und weiteres Geld aus Goslar geholt werden musste.
Es ergaben sich ausgelassene Feiern und Begegnungen auf beiden Seiten der Grenze.
In der Nacht wurde der Grenzübergang nach zwei Uhr morgens dann wieder geschlossen. Es gab das Gerücht, wonach der Grenzübergang Elend dauerhaft zu bleiben sollte. Am 13. November formierte sich eine Initiative zum Erhalt des Grenzübergangs. Die Organisatoren, darunter Werner Versterling vom Neuen Forum aus Schierke und Isolde Hiller, riefen für Dienstag, den 14. November 1989, 14.00 Uhr zu einer Demonstration vor dem Rathaus in Elend auf. Zur Demonstration erschienen 70 bis 80 Personen. Auf einem Plakat war zu lesen Grenze ja – aber offen! Von der Rathaustreppe sprach ein Offizier, der erläuterte, dass es Grenzübergangsstellen nicht überall geben sollte und dies auch zwischen kapitalistischen Ländern nicht üblich sei. Dies traf auf deutliche Kritik bei den Demonstranten. Aus der Gruppe wurde gerufen, dass es dort gar keine Kontrollen mehr gebe und man überall die Grenzen überqueren könne. Der Offizier willigte dann in eine Wiedereröffnung des Grenzübergangs Elend ein.
In der folgenden Zeit kam es zu erheblichem Reiseverkehr nach Westen, der im Westen durch viele ehrenamtliche Helfer bewältigt wurde. Eine Dankeschön-Veranstaltung erfolgte am 24. Dezember 1989, dem ersten Tag an dem Bürger der Bundesrepublik ohne Zwangsumtausch in die DDR reisen durften, im Konsum in Elend und einem Bewirtungsstand an der Grenze. Am 1. April 1990 wurde ein zweiter Grenzübergang in der Elender Gemarkung am Kaffeehorst eröffnet. Mit der Deutschen Einheit am 3. Oktober 1990 entfiel das Erfordernis von Grenzübergängen endgültig.
Der Braunlager Helmut Rosenberg rief die Tradition einer jährlichen Grenzöffnungsfeier ins Leben, die jeweils um den 12. November herum stattfand.
Auf beiden Seiten der Grenze entstanden auch Erinnerungsorte. Das Grenzdenkmal Elend wurde am 10. November 1996 eingeweiht.